# مزيل شعر كيميائي
مزيلُ الشعرِ الكيميائي هو مستحضر تجميليٌ لإزالة الشعر من الجلد. المكون الفعال الشائع هو أملاح حمض الثيوجليكوليك وحمض الثيولاكتيك. تعمل هذه المركبات على كسر الروابط ثنائية الكبريتيد الموجودة في الكيراتين، والذي يُسهلُ تحلل الشعر وإزالته. سابقا اسُتخدمت الكبريتيدات في ذلك، مثل كبريتيد السترونشيوم، ولكن بسبب رائحتها الكريهة، استبدلت بالثيولات.
التفاعل الكيميائي الرئيسي الذي يتأثر بالثيوجليكولات هو:
2 HSCH2CO2H (حمض الثيوغليكوليك) + R-S-S-R (سيستين) → HO2CCH2-S-S-CH2CO2H (حمض الديثيوثيغيلكوليك) + 2 RSH (سيستئين)

تحتوي مزيلات الشعر الكيميائية على 5-6% من ثيوجليكولات الكالسيوم على شكل رهيم. تبلغ درجة الحموضة في هيدروكسيد الكالسيوم أو هيدروكسيد السترونشيوم حوالَي 12. تستغرق عملية إزالة الشعر حوالي عشر دقائق. بعد الانتهاء من هذه العملية، يجب شطف البشرة بالماء، ثم يُطبق عدد من المرطبات لاستعادة توازن درجة حموضة الجلد.
تتوفر مزيلات الشعر الكيميائية بأشكال متنوعة، مثل الجل، والرهيم، والغسول، والرذاذ، والمسحوق. ومن بين العلامات التجارية المعروفة في هذا المجال نجد "ناير" و"ماجيك شيف"و"فيت".